# Karkūl
Karkūl (persiska: کرکول, Karkūl-e Kasān) är en ort i Iran.   Den ligger i provinsen Kermanshah, i den västra delen av landet, 500 km väster om huvudstaden Teheran. Karkūl ligger 1 501 meter över havet och antalet invånare är 291.
Terrängen runt Karkūl är kuperad. Runt Karkūl är det ganska glesbefolkat, med 39 invånare per kvadratkilometer. Närmaste större samhälle är Eslāmābād-e Gharb, 16,9 km nordost om Karkūl. Omgivningarna runt Karkūl är i huvudsak ett öppet busklandskap.